# Бонавентюре Маруті
Бонавентюре Омбіра Маруті (англ. Bonaventure Ombira Maruti; нар. 10 квітня 1976, Кенія) — кенійський футболіст, нападник.

## Клубна кар'єра
Футбольну кар'єру розпочав в «АФК Леопардс». У кенійській Прем'єр-лізі дебютував 1995 року. По ходу сезону 1996 року перейшов до найпринциповішого суперника «АФК Леопардс», клубу «Гор Магія». У 1997 році виїхав до США. Уклав договір з місцевим «Мічиган Бакс», у футболці якого виступав до кінця 2000 року. У 2001 році перебрався до Швеції, де підписав контракт з «Еребру».
Дебютував у Аллсвенскані 16 квітня 2001 року в нічийному (0:0) домашньому поєдинку проти АІКа. Бонавентюре вийшов на поле в другому таймі, замінивши Нікласа Скоога. 29 квітня того ж року дебютував у стартовому складі нового клубу, вийшовши на поле в нічийному (2:2) поєдинку проти «Юргордена». Наприкінці матчу його замінив Пер Андерссон. 11 червня 2001 року відзначився дебютним голом за «Еребру», в переможному (5:1) поєдинку проти «Норрчепінга». Загалом у вищому дивізіоні шведського чемпіонату зіграв 34 матчі та відзначився 10-а голами.
У 2005 році залишив Швецію та перебрався до сусідньої Норвегії, де підписав контракт з «Брюне». Дебютував у новій команді 1 травня того ж року в переможному поєдинку проти «Стремсгодсета», замінивши по ходу матчу Джонні-Мікаеля Галлефосса. Зіграв 14 матчів у футболці «Брюне», після чого перейшов до «Фолло». Дебютував в Першому дивізіоні 2006 в програному поєдинку першого туру проти «Гаугесуна». Дебютним голом у новій команді відзначився наступного туру, в переможному (5:1) поєдинку проти «Манглеруд Стар». Станом на 9 вересня 2008 року був найкращим бомбардиром в історії клубу (36 голів у 66-и матчах), випередивши за цим показником легенду клубу Оддмунда Вагсгольма (34 голи). Допоміг «Фолло» вийти до фіналу кубку Норвегії 2010, де його команда з рахуноком 0:2 поступилася «Стремсгодсету».
У 2011 році перейшов у «Фрам Ларвік». З 2014 року захищав кольори «Воллена».
За сприяння Маруті двоє кенійських гравців «Матаре Юнайтед», Крістіану Бвамі та Жоансу Муйнгі, виїхати до Норвегії та підписати контракт з «Фолло».

## Кар'єра в збірній
Зіграв 14 поєдинків у футболці національної збірної. Однак, лише один з них проходив під егідою ФІФА. У кваліфікації жо чемпіонату світу 2006 року збірна кенії поступилася (0:2) Тунісу.

## Статистика виступів

### Клубна
| Сезон             | Клуб              | Дивізіон                 | Чемпіонат | Чемпіонат | Кубок | Кубок |
| Сезон             | Клуб              | Дивізіон                 | Матчі     | Голи      | Матчі | Голи  |
| ----------------- | ----------------- | ------------------------ | --------- | --------- | ----- | ----- |
| 2001              | «Еребру»          | Аллсвенскан              | 23        | 7         | 0     | 0     |
| 2002              | «Еребру»          | Аллсвенскан              | 11        | 3         | 0     | 0     |
| 2003              | «Еребру»          | Аллсвенскан              | 0         | 0         | 0     | 0     |
| 2005              | «Брюне»           | Перший дивізіон Норвегії | 14        | 0         | 3     | 1     |
| 2006              | «Фолло»           | Перший дивізіон Норвегії | 23        | 11        | 1     | 4     |
| 2007              | «Фолло»           | Другий дивізіон Норвегії | 17        | 8         | 2     | 0     |
| 2008              | «Фолло»           | Другий дивізіон Норвегії | 25        | 16        | 2     | 1     |
| 2009              | «Фолло»           | Другий дивізіон Норвегії | 26        | 16        | 2     | 0     |
| 2010              | «Фолло»           | Перший дивізіон Норвегії | 18        | 4         | 4     | 4     |
| Усього за кар'єру | Усього за кар'єру | Усього за кар'єру        | 157       | 65        | 14    | 10    |